# Oleria cuneata
Oleria cuneata är en fjärilsart som beskrevs av Talbot 1929. Oleria cuneata ingår i släktet Oleria och familjen praktfjärilar. Inga underarter finns listade i Catalogue of Life.